# Neudietendorf
Neudietendorf este o comună din landul Turingia, Germania.
1. ↑  GeoNames